# Дао физики
Дао физики (англ. The Tao of Physics) ― первая научно-популярная книга, написанная  американским физиком австрийского происхождения Фритьофом Капрой, известного своими противоречиво оцениваемыми популярными произведениями.

## Содержание
В этой книге Фритьоф Капра анализирует аналогии между релятивистской и квантовой теории в современной физике и восточных религиозных философий, в том числе индуизма, буддизма Махаяны, даосизма и дзэн-буддизма.
Автор считает, что, пытаясь понять тайну жизни, человек пошел разными путями: первый путь ― через науку, второй путь ― через религию. Его тезис: концепции современной физики приводят к видению мира, очень похожему на видение  через религию. Цель книги ― изучить взаимосвязь между такими концепциями, мотивированную убеждением, что основные темы, которые он использует для сравнения физики с религией, будут подтверждены, а не опровергнуты будущими исследованиями.
Капра считает важным то, как через совершенно разные переживания ― один (физика) через рациональный и систематизированный эмпиризм, а другой (восточная религиозная философия) через медитацию и экстрасенсорный опыт, оба они приходят к заключениям и абстрактным соображениям, основанным на очень схожих принципах. Получающееся в результате «мировоззрение», которое объединило бы релятивистскую и квантовую физику с восточными религиозными философиями, полностью отличается от механистического взгляда, происходящего от Ньютона.
По мнению Капры, двумя столпами современной физики являются: квантовая теория и теория относительности, о которых говорится в первой части эссе. Во второй части упоминаются следующие восточные философии: индуизм, буддизм и даосизм.
За книгой «Дао физики» последовали другие книги того же жанра, такие как «Скрытая связь», «Поворотный момент» и «Сеть жизни», в которых Капра расширил аргументы в пользу того, как восточный мистицизм соотносится с современными научными открытиями, и как восточный мистицизм может иметь ответы на некоторые из самых больших научных проблем современности.

## Критика
По словам Капры, Вернер Гейзенберг был согласен с основной идеей книги:

Я показал ему рукопись глава за главой, кратко резюмируя содержание каждой главы и особо выделяя темы, связанные с его собственной работой. Гейзенберга больше всего интересовала рукопись в целом, и он был готов выслушать мои идеи. Я сказал ему, что видел две основные темы, проходящие через все теории современной физики, которые также являются двумя основными темами всех мистических традиций — фундаментальная взаимосвязь и взаимозависимость всех явлений и внутренняя динамическая природа реальности. Гейзенберг был согласен со мной в том, что касалось физики, и он также сказал мне, что он хорошо осознавал упор на взаимосвязь в восточной мысли. Тем не менее, брахман, рита, лила, карма, сансара и т. д. — имели динамические коннотации. В конце моей довольно длинной презентации рукописи Гейзенберг сказал просто: «В принципе, я полностью с вами согласен»— 
.
Виктор Николаевич Мэнсфилд, профессор физики и астрономии, который написал много статей и книг о физике и буддизме, похвалили книгу в издании Physics Today:

Фритьоф Капра в «Дао физики» стремится… интеграции математического мировоззрения современной физики и мистических видений Будды и Кришны. Там, где другие с треском провалились в попытках объединить эти, казалось бы, разные взгляды на мир, Капра, теоретик высоких энергий, преуспел в этом превосходно. Я настоятельно рекомендую книгу как неспециалистам, так и ученым "— 
.
Джереми Бернштейн, профессор физики в Технологическом институте Стивенса, отрицательно отозвался о книге Капры:

На мой взгляд, никому не нужна эта поверхностная и глубоко вводящая в заблуждение книга— 
.

## Издание в России
Книга была переведена на русский язык и вышла в свет в издательстве «Манн, Иванов и Фербер» в 2017 году. ISBN 978-5-00100-814-9